# Polk (Nebraska)
Pour les articles homonymes, voir Polk.
Polk est un village du comté de Polk, dans l'État du Nebraska, aux États-Unis. En 2020, il comptait une population de 346 habitants.